# Carl Eric von Platen
Carl Eric von Platen, född 8 september 1895 i Marstrands församling, Göteborgs och Bohus län, död 27 januari 1972 i Hedvig Eleonora församling, Stockholms län, var en svensk friherre och hovstallmästare.

## Biografi
Carl Eric von Platen var son till friherre Carl Gustaf von Platen (1855–1937) och Olga Wijk (1870–1962). Efter studentexamen 1913 och militär utbildning blev han fänrik vid Livregementets dragoner 1915, underlöjtnant 1918 och löjtnant 1920. Mellan 1925 och 1927 tjänstgjorde han som militärattaché i Paris. Han blev kammarjunkare 1927 och ryttmästare 1930 samt stallmästare vid hovet 1935. Han utsågs till 1950 till förste hovstallmästare och chef för H.M. Konungens hovstall. Han var mycket hästintresserad och förestod Ulriksdals kapplöpningsbana 1921–1927 och var sekreterare i Jockeyklubben 1927–1948. von Platen blev kommendör av första klassen av Vasaorden 1956.

### Privatliv
Carl Eric von Platen gifte sig 1921 med Gunhild Cecilia Nordenfalk (1899–1975). Paret fick tre barn: Carl Gustaf Johan Axel, Axel Erik Baltzar och Juliana Louise. Familjen bodde i fastigheten Beväringen 6 vid Strandvägen 45 som fadern, Carl Gustaf von Platen, förvärvat 1903. Sonen Carl Eric hade sin uppväxt här och övertog sedermera fastigheten. På 1960-talet flyttade Carl Eric och Gunhild von Platen till Väpnargatan 1 där de bebodde en representativ våning i Hovstallet. Carl Eric von Platen fann sin sista vila på Norra begravningsplatsen där han gravsattes i familjegraven den 30 maj 1972.

## Referenser

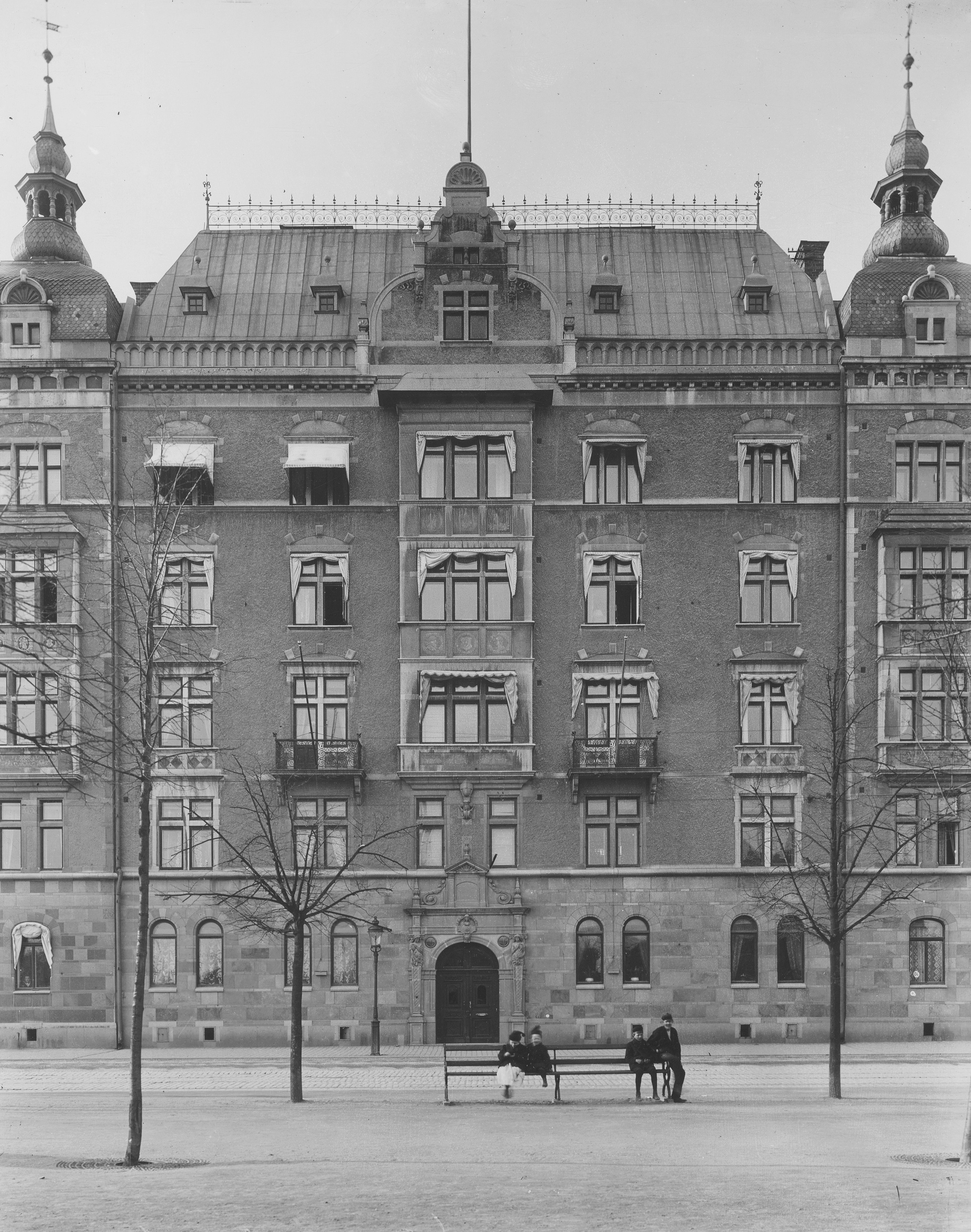
Strandvägen 45.